# Agave attenuata
Agave attenuata, planta originária do México, é conhecida popularmente como agave-dragão ou pescoço-de-cisne devido à forma como a sua inflorescência se apresenta, numa espiga de flores muito alta e espessa, curvando com o peso. O nome científico attenuata significa “frágil” ou “fino”.
Podendo atingir até 1,5 metros de altura e de diâmetro, chegando aos 4 a 5 metros de altura, se contarmos a inflorescência esticada.
É uma planta de tronco formado pelas folhas velhas, com interior quase lenhoso e bastante húmido.
As folhas partem-se facilmente e revelam o carácter suculento da planta.
Junto à base e ao longo do tronco é vulgar aparecerem rebentos que se desprendem ou criam raízes a partir da planta mãe.
Tem tendência a fenecer ou mesmo morrer após ter produzido frutos.
Suporta bem condições extremas, adaptando o seu desenvolvimento ao tipo de solo e à disponibilidade da água, mas não aguenta secas prolongadas nem temperaturas abaixo dos 10 °C.

## Galeria

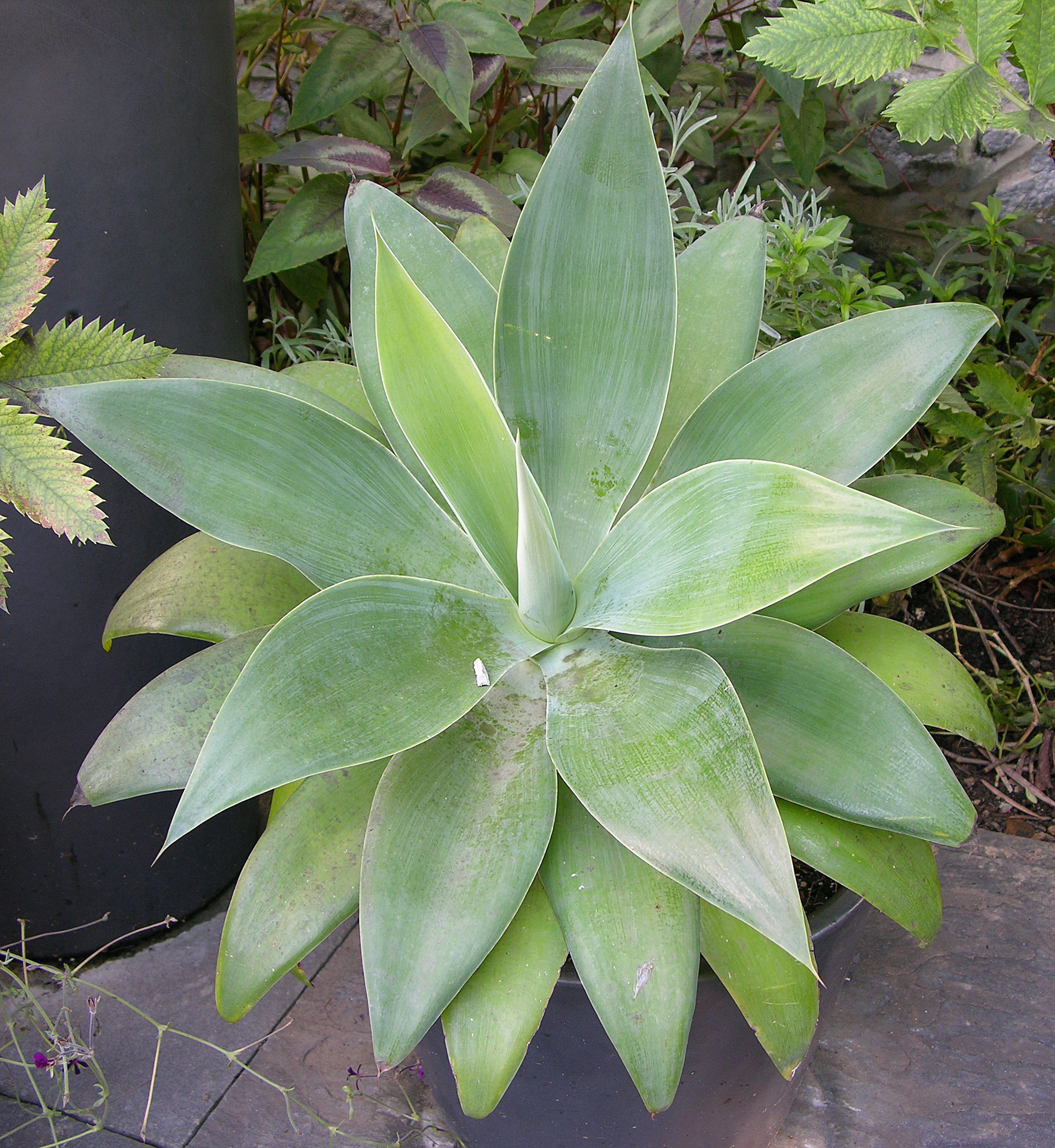
Planta em vaso
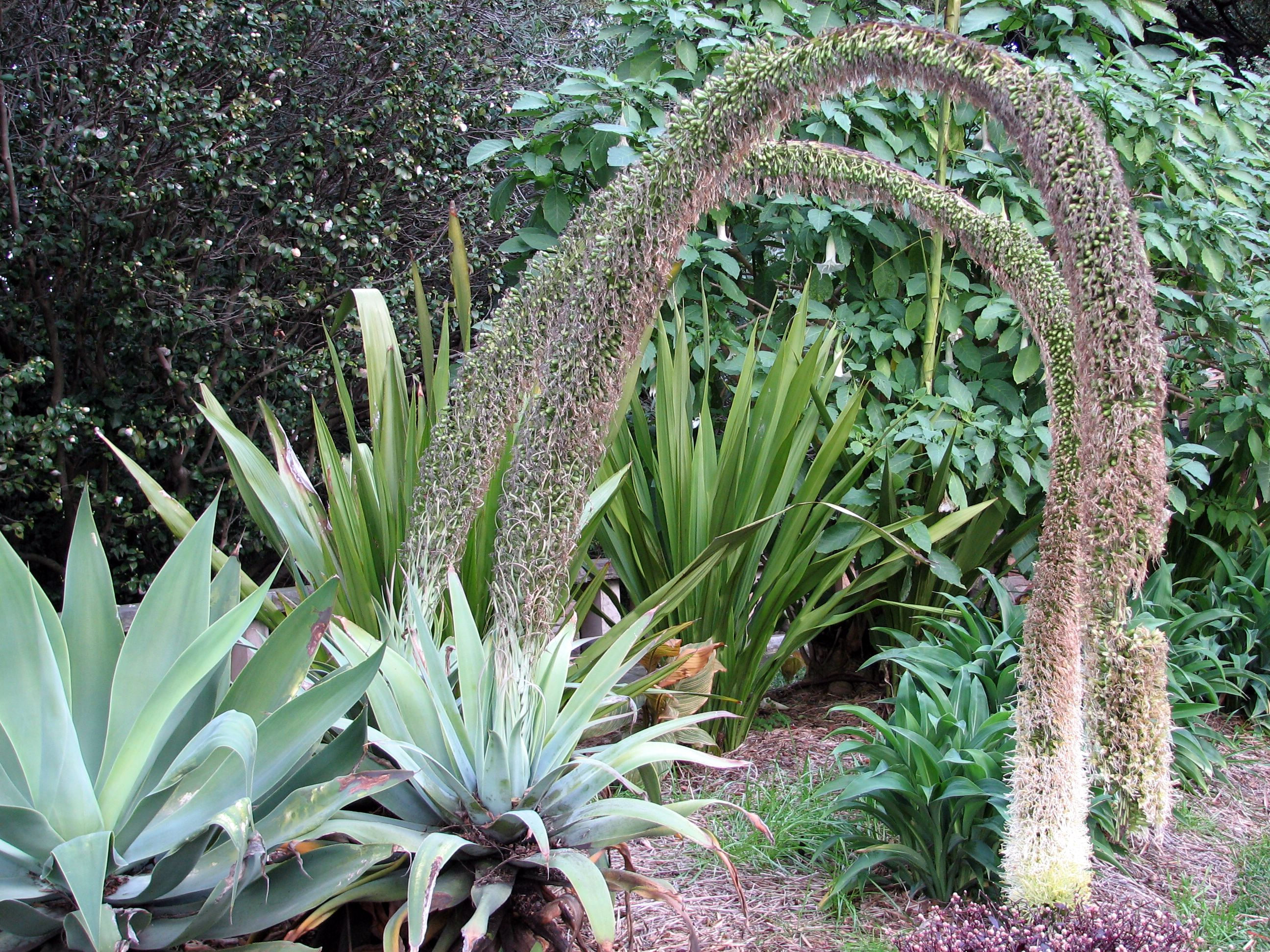
Florescendo
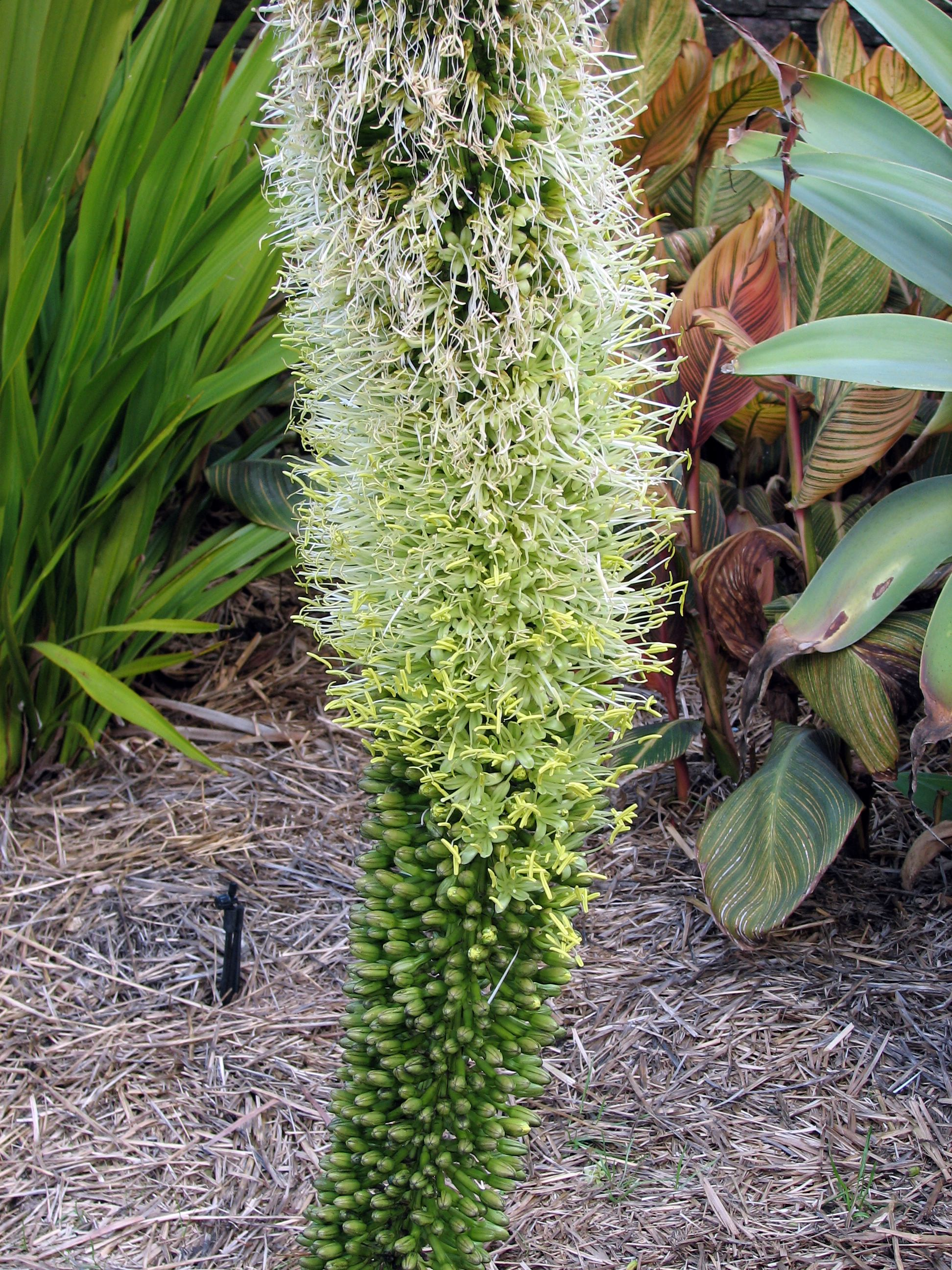
Detalhe das flores
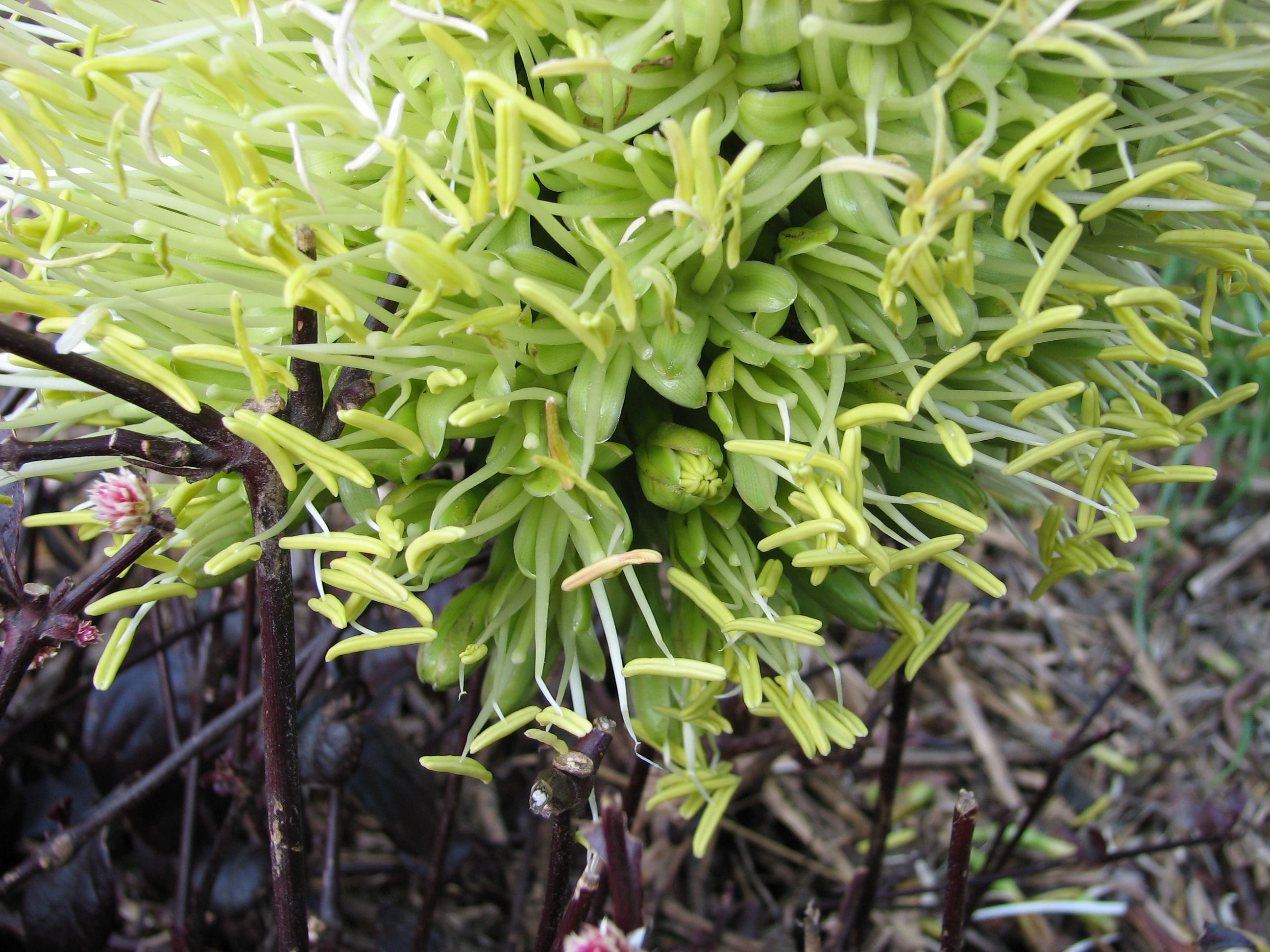
Detalhe das flores
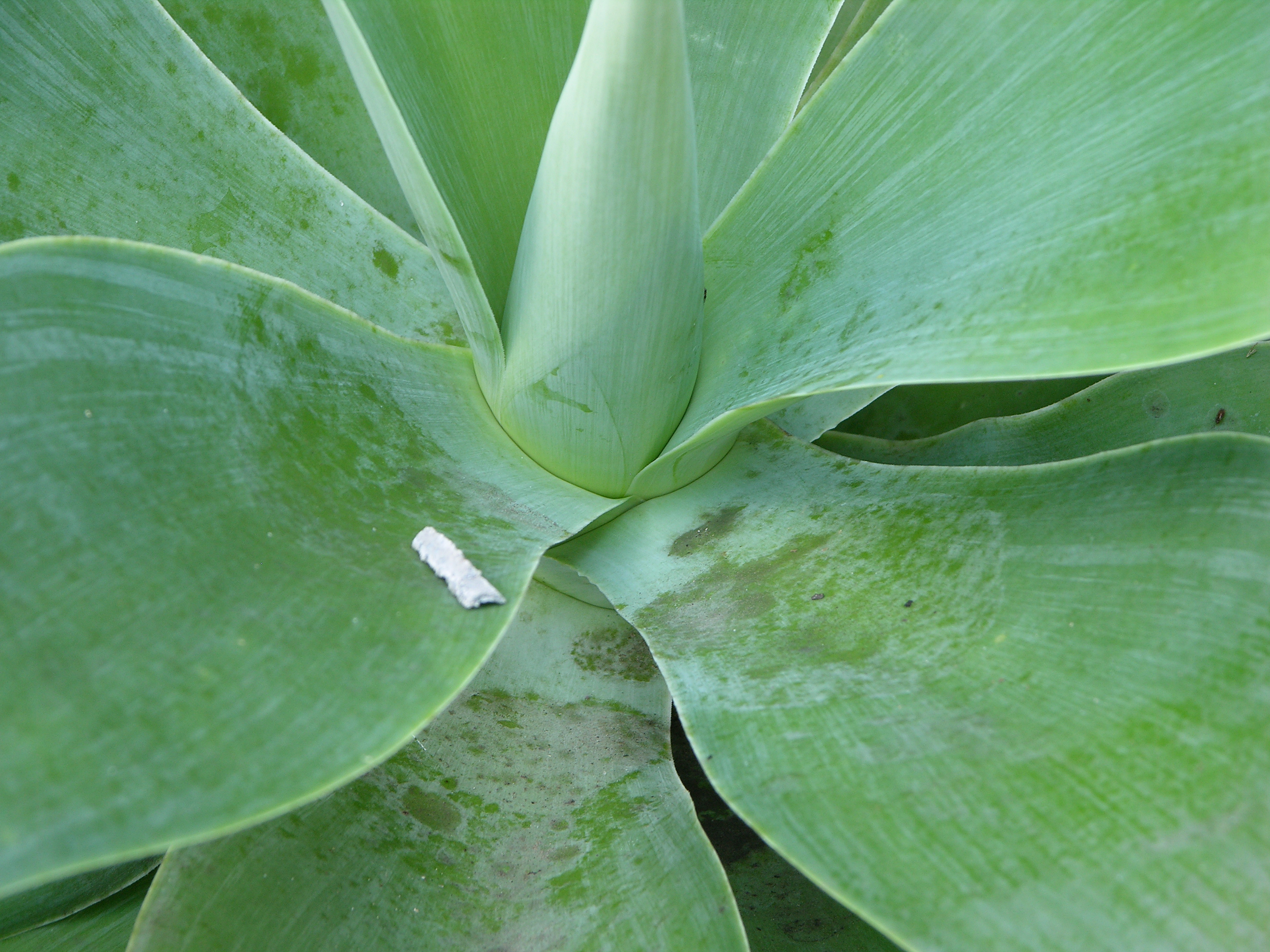
Detalhe
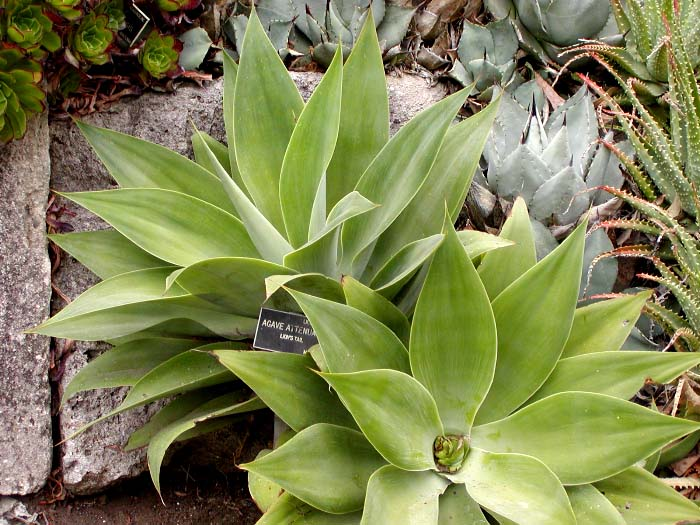
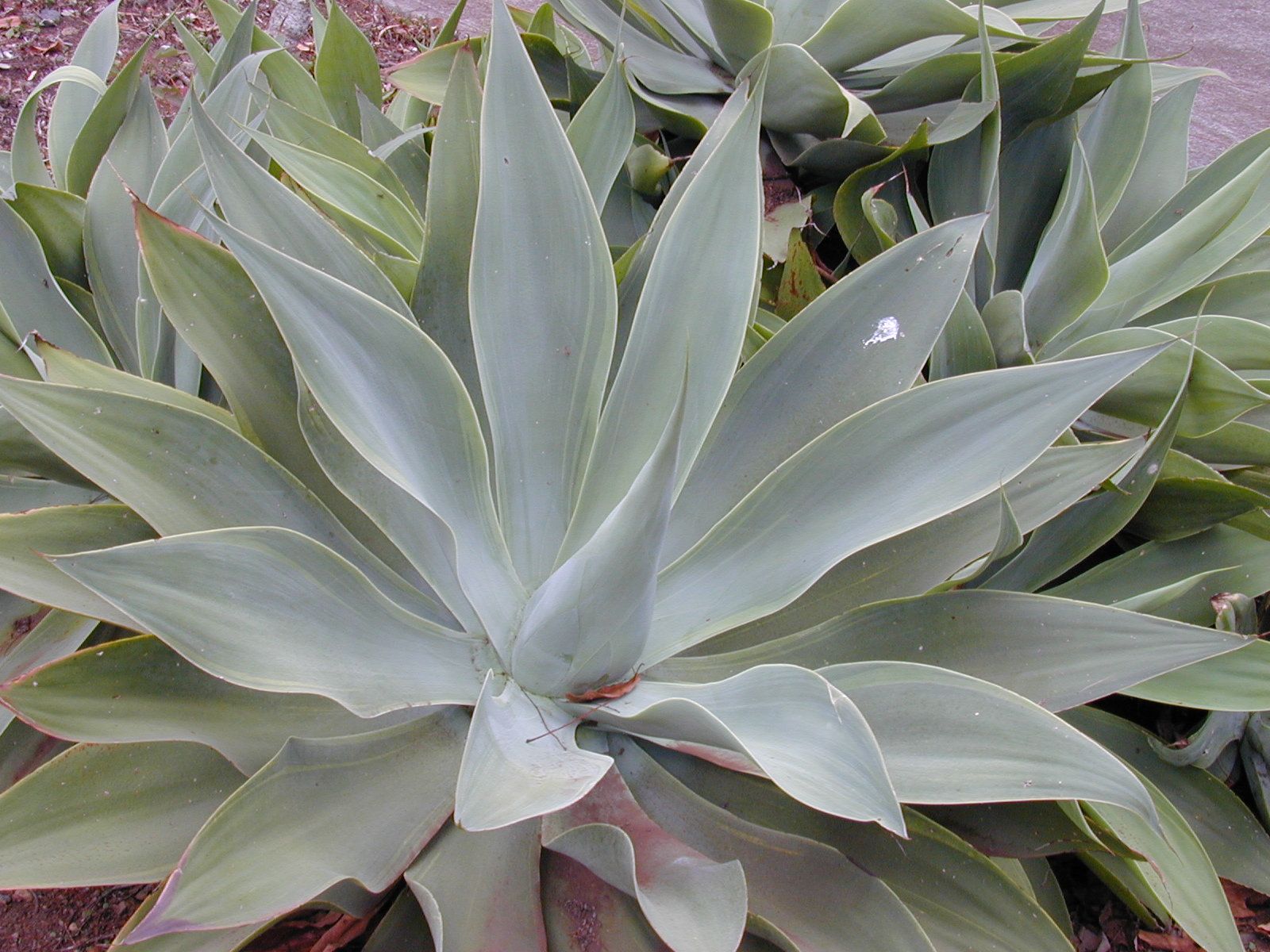
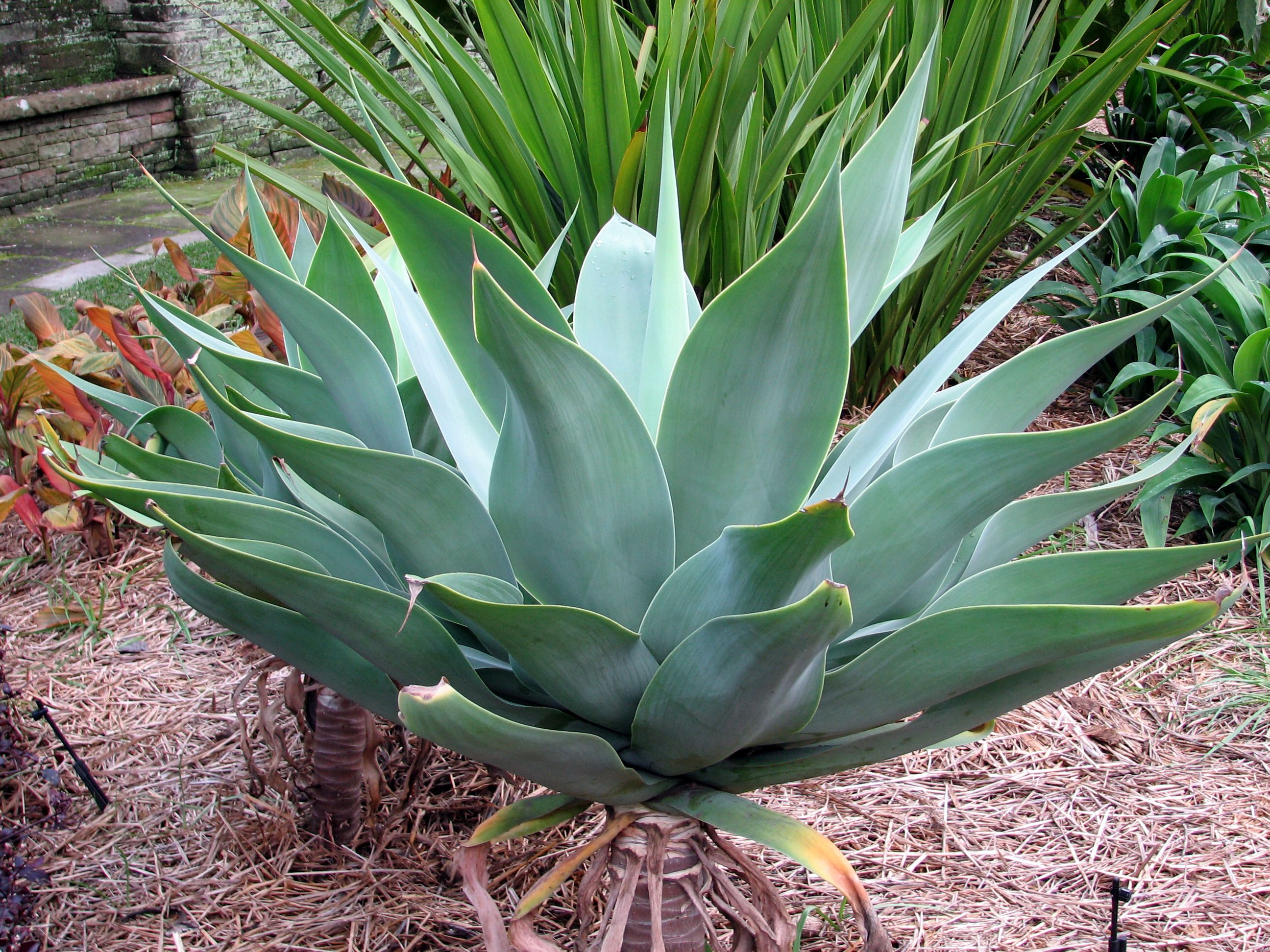
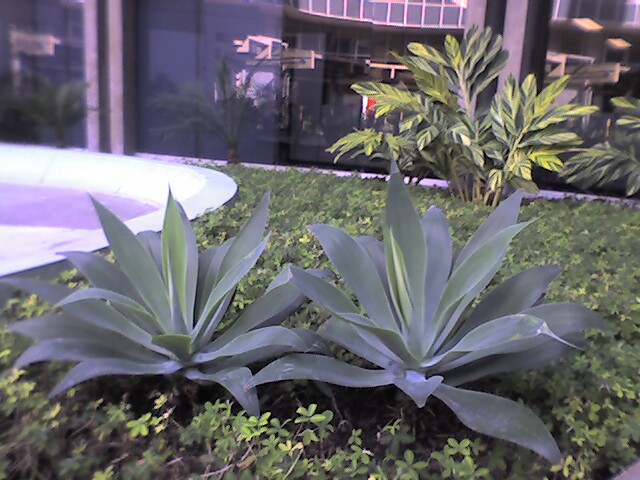
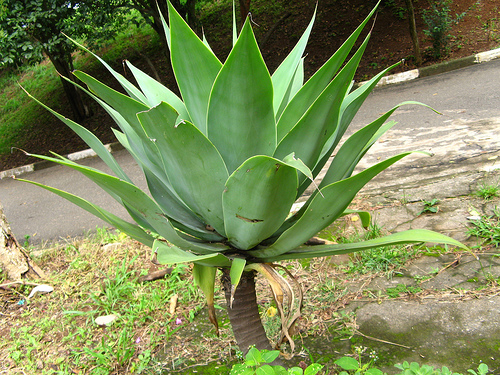
Parque Ceret em São Paulo
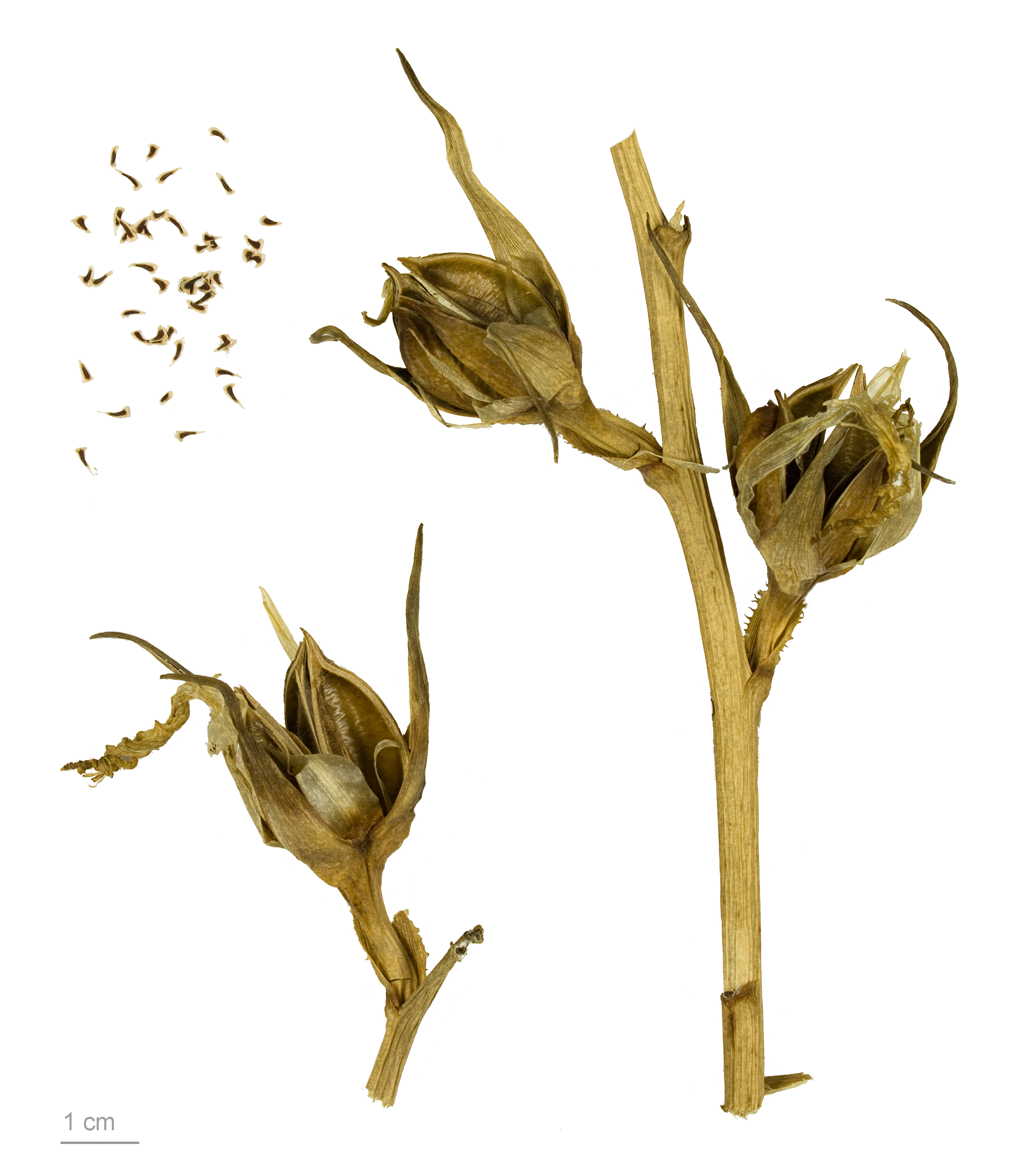
Agave attenuata - MHNT